# 于雄
于雄（法語：Uchon，法語發音：[yʃɔ̃]）是法国索恩-卢瓦尔省的一个市镇，属于欧坦区。

## 地理
于雄（46°48'46"N, 4°15'16"E）面积11.86 平方千米，位于法国勃艮第-弗朗什-孔泰大區索恩-卢瓦尔省，该省份为法国中部省份，北起顺时针与科多尔省、汝拉省、安省、罗讷省、卢瓦尔省、阿列省和涅夫勒省接壤。
与于雄接壤的市镇（或旧市镇、城区）包括：沙尔穆瓦、圣桑福里安-德马尔马涅、拉塔尼耶尔。

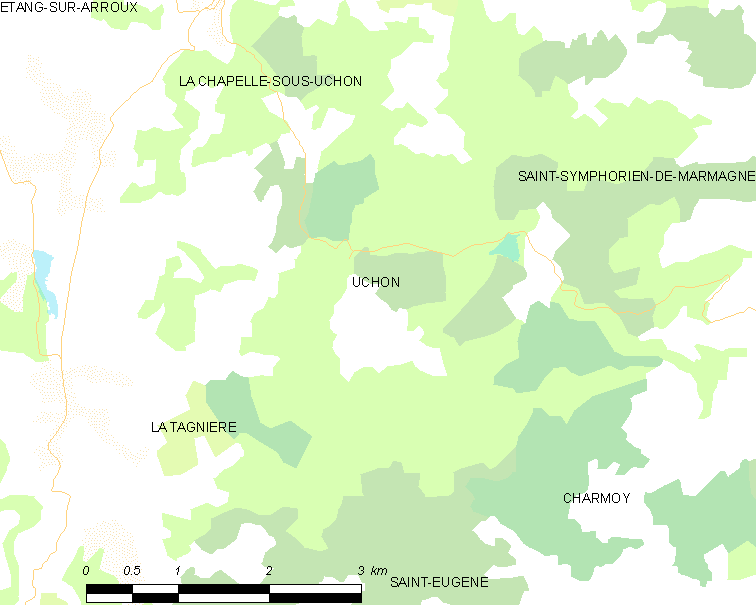
于雄的OSM定位图

于雄的时区为UTC+01:00、UTC+02:00（夏令时）。

## 行政
于雄的邮政编码为71190，INSEE市镇编码为71551。

## 政治
于雄所属的省级选区为欧坦第二县。

## 人口

1962-2008年间于雄人口变化图示

于雄于2022年1月1日时的人口数量为97人。